# Щепанково (Подляское воеводство)
Щепанково (пол. Szczepankowo) — деревня в Ломжинском повете Подляского воеводства Польши. Входит в состав гмины Снядово. По данным переписи 2011 года, в деревне проживало 394 человека.

## География
Деревня расположена на северо-востоке Польши, на расстоянии приблизительно 10 километров к юго-западу от города Ломжа, административного центра повета. Абсолютная высота — 125 метров над уровнем моря. К востоку от Щепанково проходит региональная автодорога 677, к северу — национальная автодорога 61.

## История
Согласно «Списку населенных мест Ломжинской губернии», в 1906 году в деревне Щепанково проживал 781 человек (389 мужчин и 392 женщины). В конфессиональном отношении большинство населения деревни составляли католики (711 человек), остальные — евреи (65 человек) и лютеране (5 человек). В административном отношении деревня входила в состав гмины Щепанково Ломжинского уезда.
В период с 1975 по 1998 годы Щепанково являлось частью Ломжинского воеводства.

## Достопримечательности

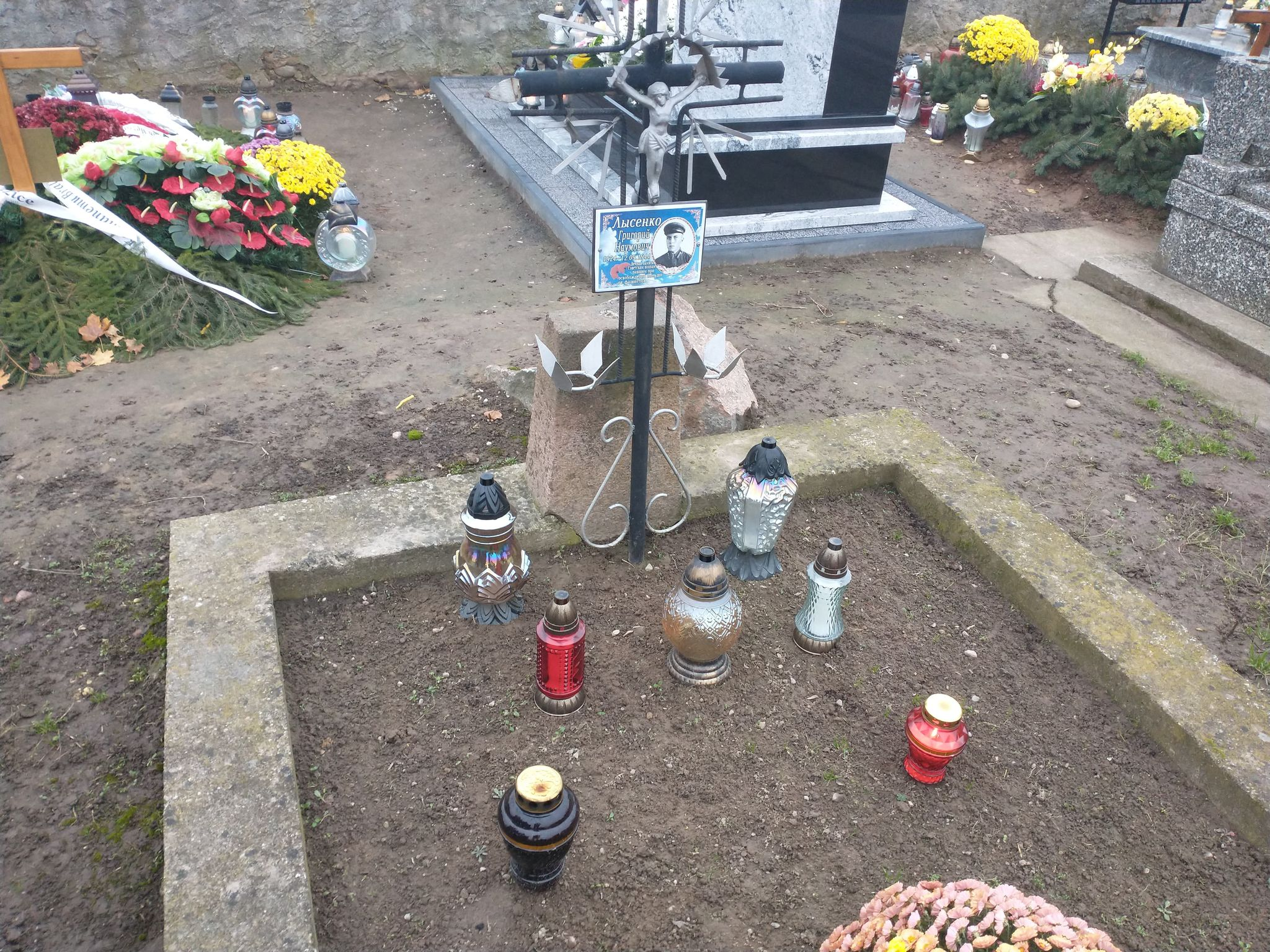
Могила русских солдат на приходском кладбище

- Костёл Святого Войцеха, 1537—1547 гг.
- Усадьба, 1825—1838 гг.
- Могила русских солдат, погибших в битве против немцев под Щепанково в 1944 г.